# Nikołaj Kruczina
Nikołaj Jefimowicz Kruczina (ros. Николай Ефимович Кручи́на, ur. 14 maja 1928 we wsi Nowopokrowka, zm. 26 sierpnia 1991 w Moskwie) – radziecki polityk, członek KC KPZR (1976–1991), Bohater Pracy Socjalistycznej (1973).

## Życiorys
Od 1949 w WKP(b), od 1952 I sekretarz Komitetu Miejskiego Komsomołu w Nowoczerkasku, później II sekretarz i I sekretarz Kamieńskiego Komitetu Obwodowego Komsomołu, w 1959 I sekretarz Komitetu Obwodowego Komsomołu w Smoleńsku. W 1953 ukończył Azowsko-Czarnomorski Instytut Rolniczy, w latach 1959–1962 kierownik Wydziału KC Komsomołu, 1962–1963 instruktor Wydziału Rolnego KC KPZR. Od 1963 do października 1965 sekretarz Komitetu Krajowego, a od listopada 1965 do 4 kwietnia 1978 I sekretarz Komitetu Obwodowego Komunistycznej Partii Kazachstanu w Celinogradzie (obecnie Astana). Od 8 kwietnia 1966 do 30 marca 1971 członek Centralnej Komisji Rewizyjnej KPZR, od 9 kwietnia 1971 do 24 lutego 1976 zastępca członka, a od 5 marca 1976 do śmierci członek KC KPZR. W latach 1978–1983 I zastępca kierownika Wydziału Rolnego/Oddziału Gospodarki Rolnej i Przemysłu Spożywczego KC KPZR, od 1983 do śmierci zarządzający sprawami KC KPZR. Deputowany do Rady Najwyższej ZSRR od 7 do 11 kadencji. Popełnił samobójstwo.

## Odznaczenia
- Medal Sierp i Młot Bohatera Pracy Socjalistycznej (10 grudnia 1973)
- Order Lenina (dwukrotnie – 10 grudnia 1973 i 13 maja 1988)
- Order Czerwonego Sztandaru Pracy
- Order „Znak Honoru” (dwukrotnie)

I medale.